# Джузеппе Віан
Джузеппе Віан (італ. Giuseppe Vian, 27 листопада 1869, Венеція - 22 січня 1939, Рим) - італійський військовий інженер, кораблебудівник, керівник розробки багатьох італійських військових кораблів у період між двома світовими війнами.

## Біографія
Джузеппе Віан народився 27 листопада 1869 року у Венеції. У 1889 році вступив до Військово-морської академії в Ліворно. Протягом 1890-1892 років навчався Вищій військово-морській інженерній школі (італ. Scuola navale superiore di ingegneria) в Генуї. Після закінчення навчання отримав звання інженера 2-го класу. У 1896 році отримав звання інженера 1-го класу, у 1904 році - капітана.
У 1908 році Джузеппе Віан отримав звання майора, у 1914 - лейтенант-полковника. Під час Першої світової війни був директором Департаменту ремонту кораблів у Бриндізі. У 1917 році, отримавши звання полковника, був директором Департаменту будівництва нових кораблів в Арсеналі Ла-Спеції. За заслуги під час війни Джузеппе Віан був нагороджений Хрестом «За військові заслуги» та Орденом Святих Маврикія та Лазаря.
У 1922-1923 роках ВМС Франції, основного суперника Італії на Середземному морі, заклали 3 крейсери типу «Дюге Труен», а також есмінці типів «Ле Фантаск» та «Могадор». У відповідь на це італійський флот під керівництвом Джузеппе Віана розробив легкі крейсери типу «Альберто да Джуссано».
У 1923 році Джузеппе Віан отримав звання генерал-майора, наприкінці того ж року - звання генерал-віцеінспектора, і у 1925 році - звання генерал-інспектора. Також він був членом Комітету проєктування військових кораблів (італ. Comitato progetti navi). У цей період буди розроблені нові італійські крейсери, зокрема типу «Зара».
У 1934 році Джузеппе Віан вийшов у відставку. Помер 22 січня 1939 року у Римі.

## Нагороди
- Хрест «За військові заслуги»
- Кавалер Великого хреста Ордена Святих Маврикія та Лазаря
- Кавалер великого хреста  Ордена Корони Італії